# Schloss Höhnhart

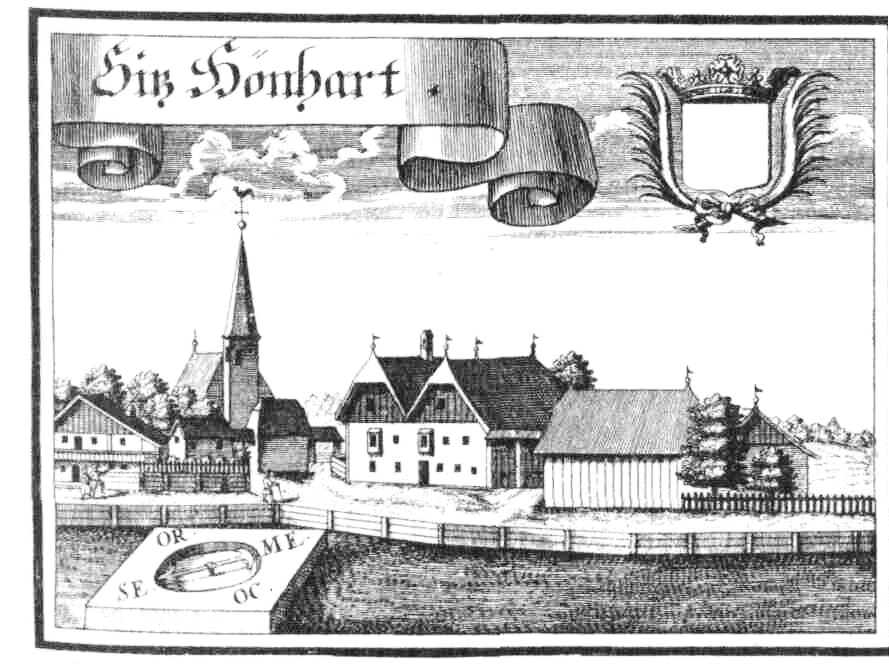
Schloss Höhnhart nach einem Kupferstich von Michael Wening von 1721

Das Schloss Höhnhart befand sich in der Gemeinde Höhnhart im Bezirk Braunau am Inn in Oberösterreich (Höhnhart 27 und/oder Höhnhart 9).

## Geschichte
Um 1330 werden in Höhnhart zwei Ansitze erwähnt, die scheinbar im Eigentum des Bistums Passau standen.
Im Jahr 1503 wurde auf einem Ansitz Hanns Schweikkerswetter genannt, auf dem anderen Hanns Furelpekh. Aus welchem das spätere Schlösschen hervorgegangen ist, kann nicht mehr festgestellt werden. Als weitere Besitzer der Ansitze wurden der Propstrichter Wolf Tätenpeckh genannt, 1567 die Herbstheimer, 1576 die Endhofer, anschließend die Söll von Aichberg und Teissegg, 1621 Straßmayr, 1736 wieder ein Herbstheimer und 1779 Graf von der Wahl. Das Schlösschen hatten im 18. Jahrhundert die Seybersstorffer vom Bistum Passau als Lehen bekommen. Von 1826 bis 1848 besaßen die Gramiller den Ansitz.
Nach der Darstellung in der Historico-topographica descriptio und dem Kupferstich von Michael Wening von (1721) war Schloss Höhnhart ein zweigiebeliges Gebäude mit einem nebenstehenden bäuerlichen Anwesen, das eher den Eindruck eines Herrenhauses und nicht unbedingt den eines Schlosses hervorrief.
Später ist daraus entweder der Gasthof Gramiller geworden oder der Ansitz ist im ehemaligen Gasthof und der Brauerei Müller (Bräuhaus) aufgegangen.